# Cary (Észak-Karolina)
Cary település az Amerikai Egyesült Államok Észak-Karolina államában, Wake megyében. Lakosainak száma 174 721 fő (2020. április 1.).

## Népesség
A település népességének változása:

| 2010 | 135 234 |
| 2020 | 174 721 |